# Flødebolle
 Denne artikel omhandler en delikatesse. Opslagsordet har også en anden betydning, se Flødebolle (flertydig).
En flødebolle er en type kage, der består af en vaffelbund, som er belagt med et luftigt hvidt skum af pisket æggehvide tilsat sukker og overtrukket med chokolade. Den kan drysses med kokosmel, i hvilket tilfælde den kan kaldes en kokosbolle.
Chokoladefabrikken Elvirasminde i Aarhus begyndte som de første i Danmark at producere flødeboller i vinteren 1905-1906.
Flødebollen blev tidligere også kaldet negerbolle og negerkys. Disse betegnelsers brug af ordet neger anses dog i dag oftest for gammeldags og/eller diskriminerende.
Når børn har fødselsdag, bliver flødeboller ofte delt ud i skolen af barnet. I årenes løb er luksus-varianter af flødeboller blevet produceret, med marcipanbunde, forskellige smage og forskellige toppings (bl.a. nødder, frysetørrede hindbær mm.). Deltagerne i Den store bagedyst er bl.a. også blevet udfordret i produktionen af flødeboller, der kan være teknisk udfordrende.
I Danmark produceres der omkring 800 millioner flødeboller om året. Den største producent i Danmark, Elvirasminde, producerer omkring 650 millioner flødeboller om året, hvoraf 400 millioner eksporteres til udlandet. De resterende 250 millioner flødeboller bliver indtaget af danskerne, hvilket betyder at hver dansker i gennemsnit spiser 45 flødeboller om året.